# رد هوک (روستا)، نیویورک
رد هوک (به انگلیسی: Red Hook) یک روستا در ایالات متحده آمریکا است که در شهرستان داچس، نیویورک واقع شده‌است. رد هوک ۲٫۸۹ کیلومتر مربع مساحت و ۱٬۹۶۱ نفر جمعیت دارد و ۶۷ متر بالاتر از سطح دریا واقع شده‌است.